# 十字圣球
十字圣球（拉丁语：globus cruciger，英语：orb and cross），又稱王权宝球、帝國寶玉、帝國寶珠，是一个顶上安有十字架的圆球，自从中世纪以来是基督教权威标志，用于硬币、图像，和权杖同为君主的标志。 十字架代表基督对世界的主宰。在西方艺术中，基督本人手持十字圣球时，称为救世主（拉丁语：Salvator Mundi）。16世纪的布拉格圣婴像也是手捧十字圣球。

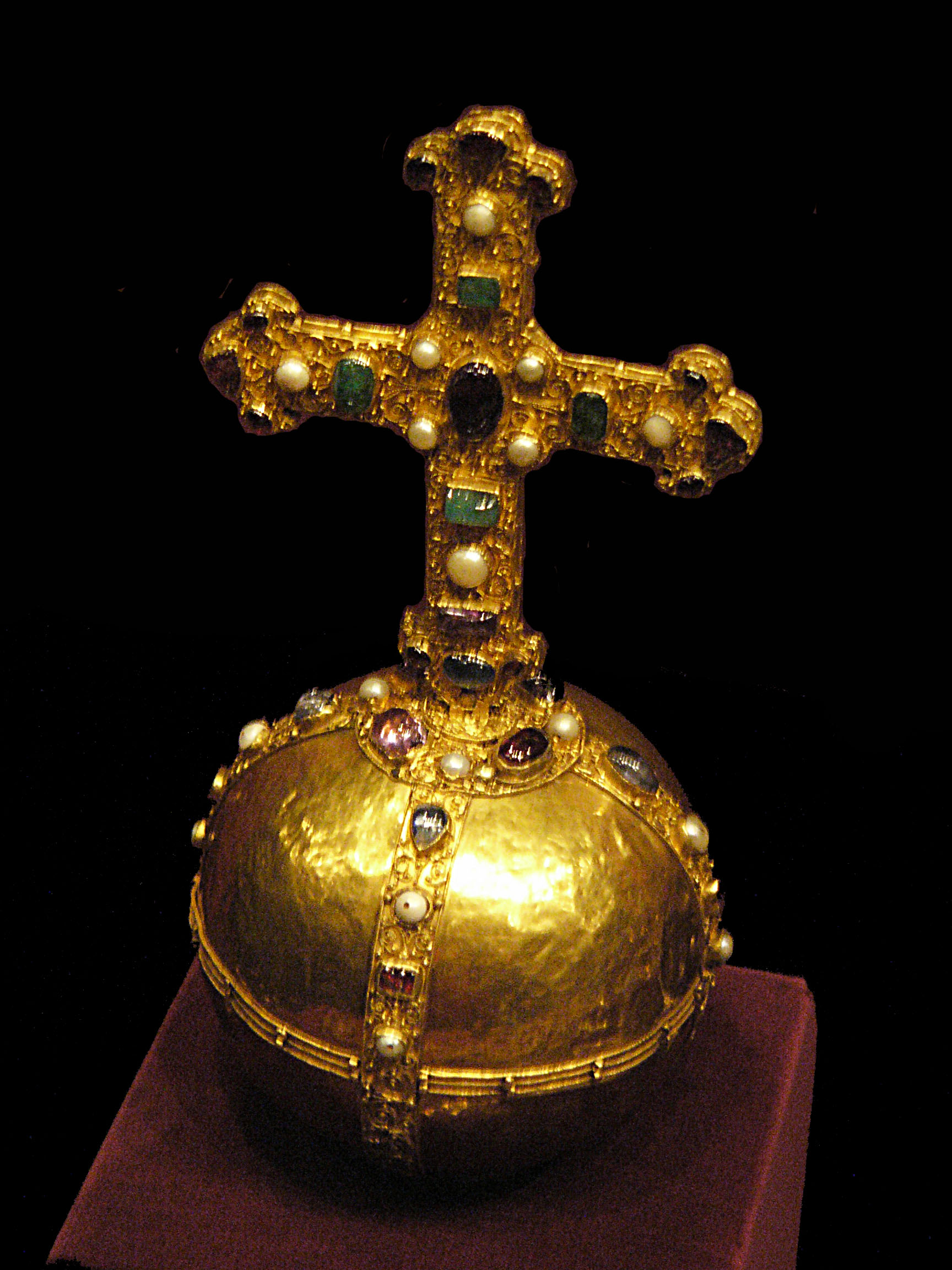
神圣罗马帝国王冠的王权宝球
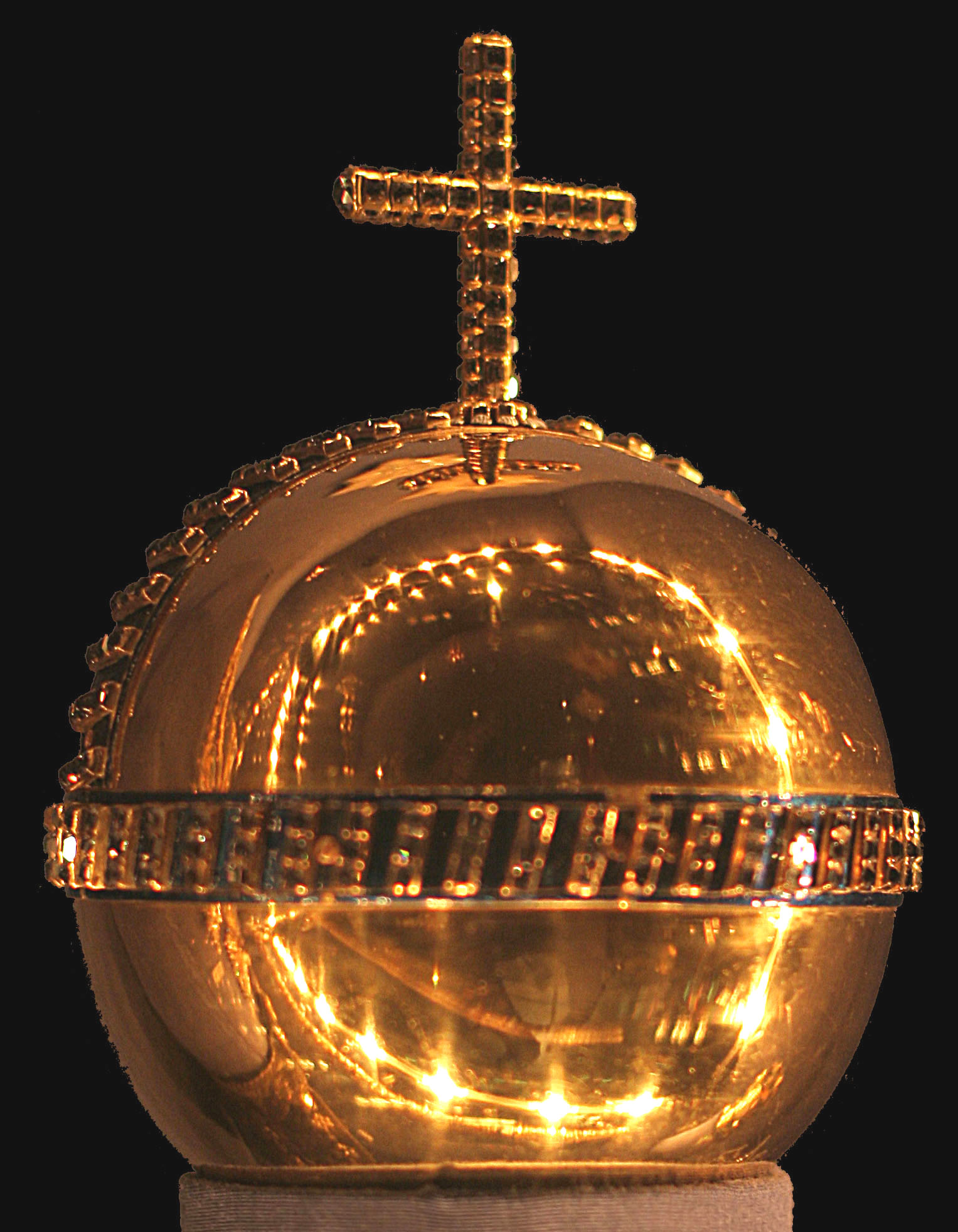
丹麦王冠的王权宝球
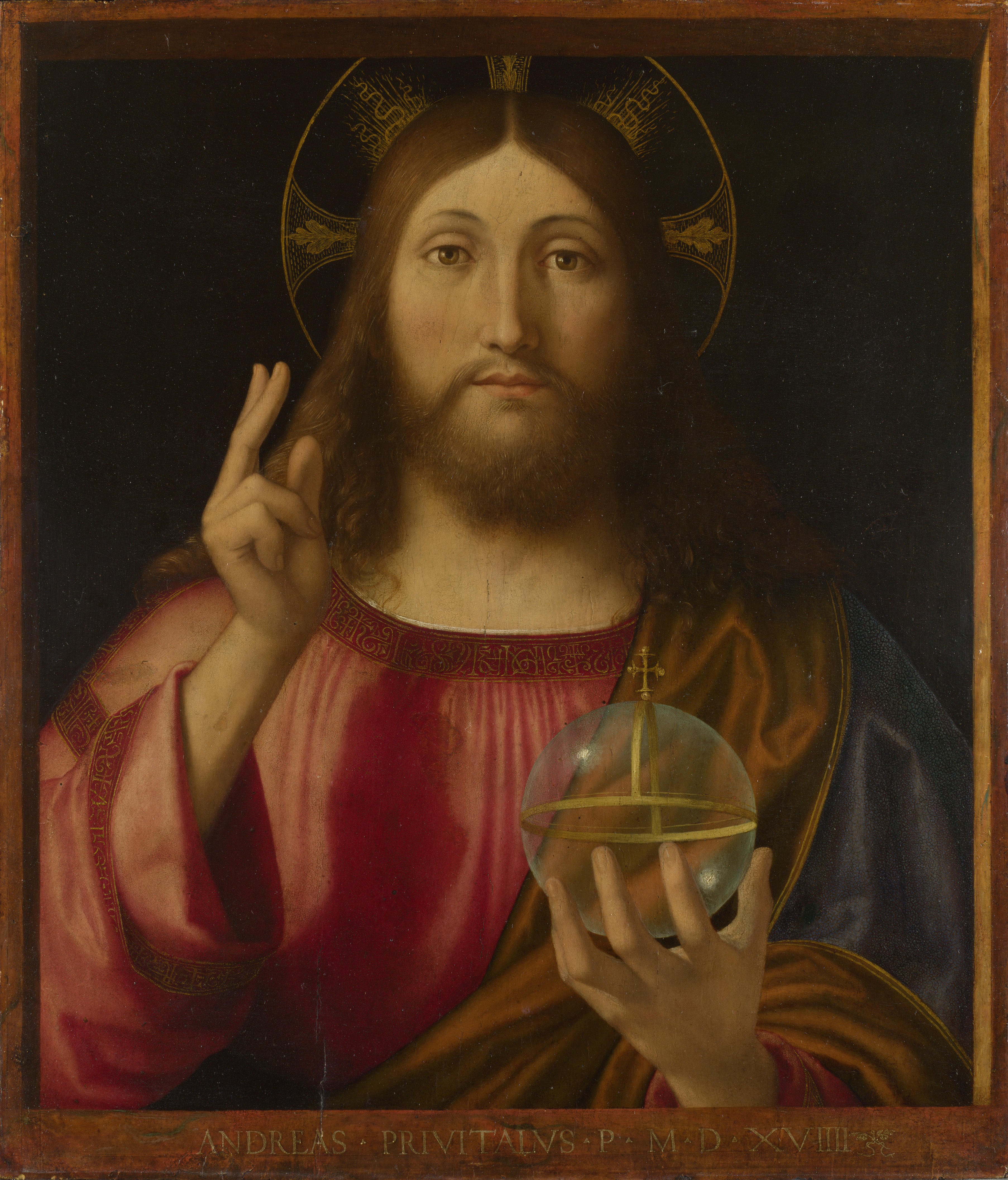
基督救世主
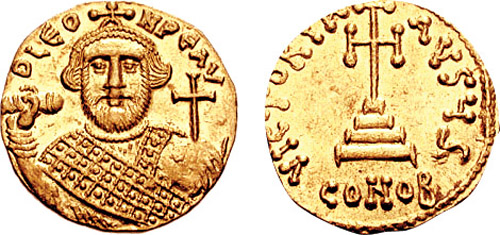
硬币上，拜占庭帝国皇帝利昂提奥斯手持十字圣球
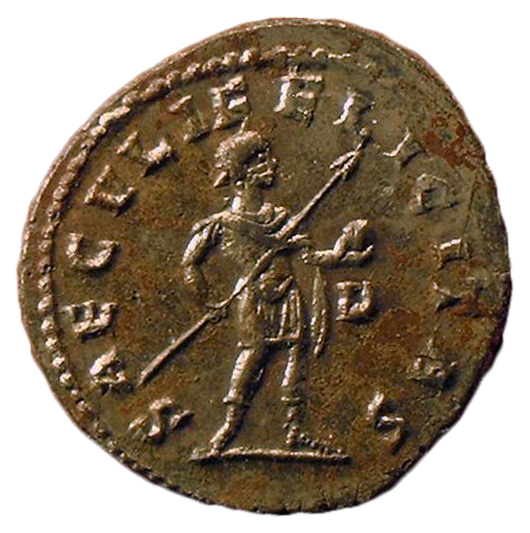
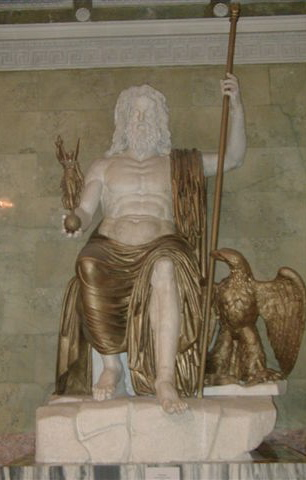
朱庇特雕像
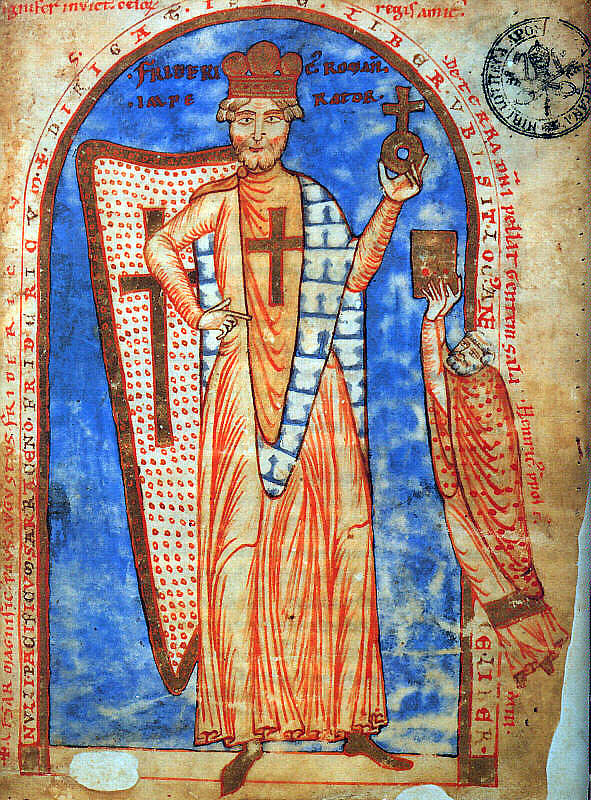
神聖羅馬皇帝腓特烈一世
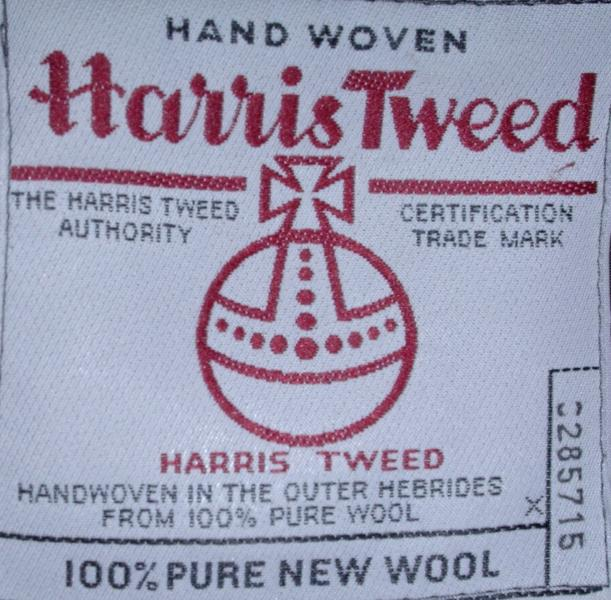
哈里斯毛料
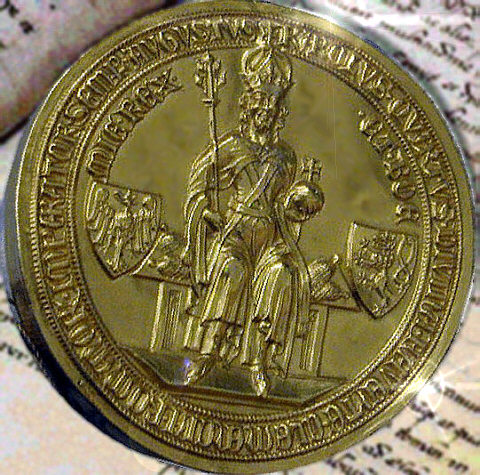
神聖羅馬皇帝查理四世
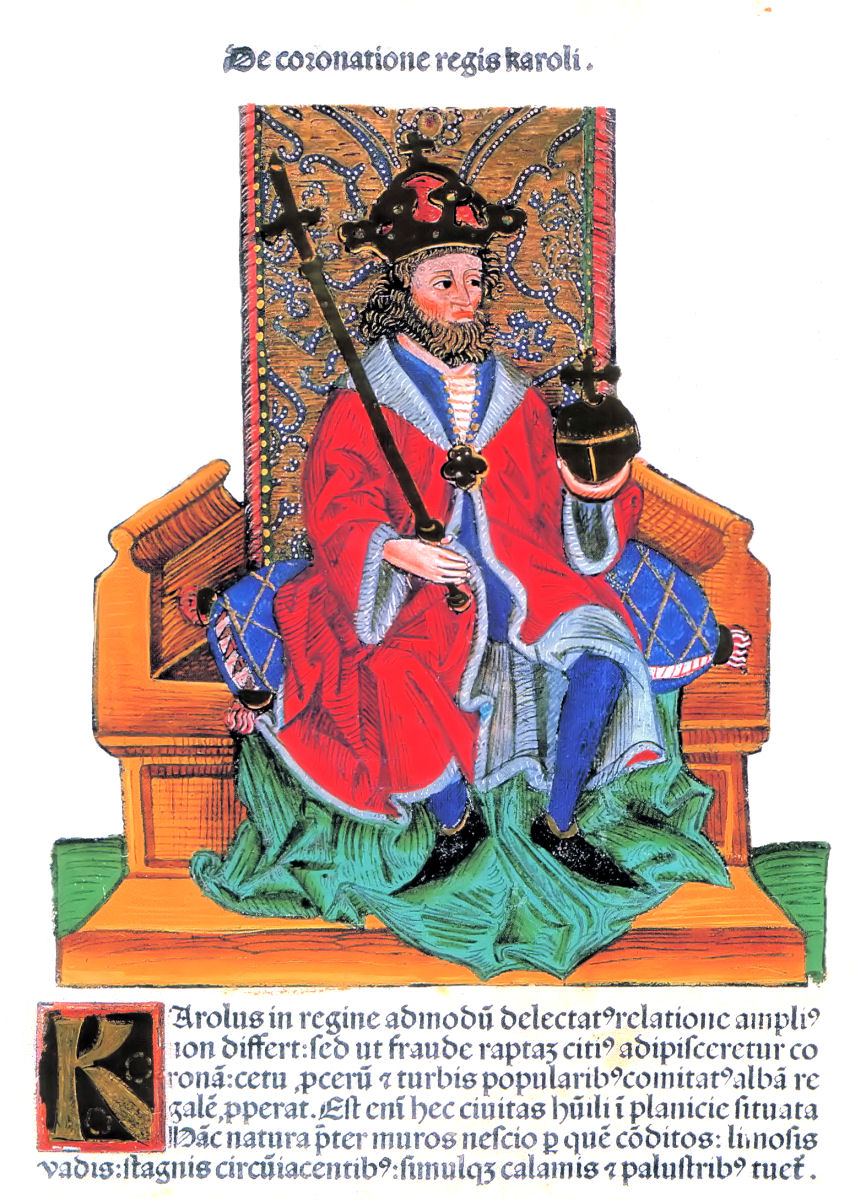
那不勒斯国王卡洛三世
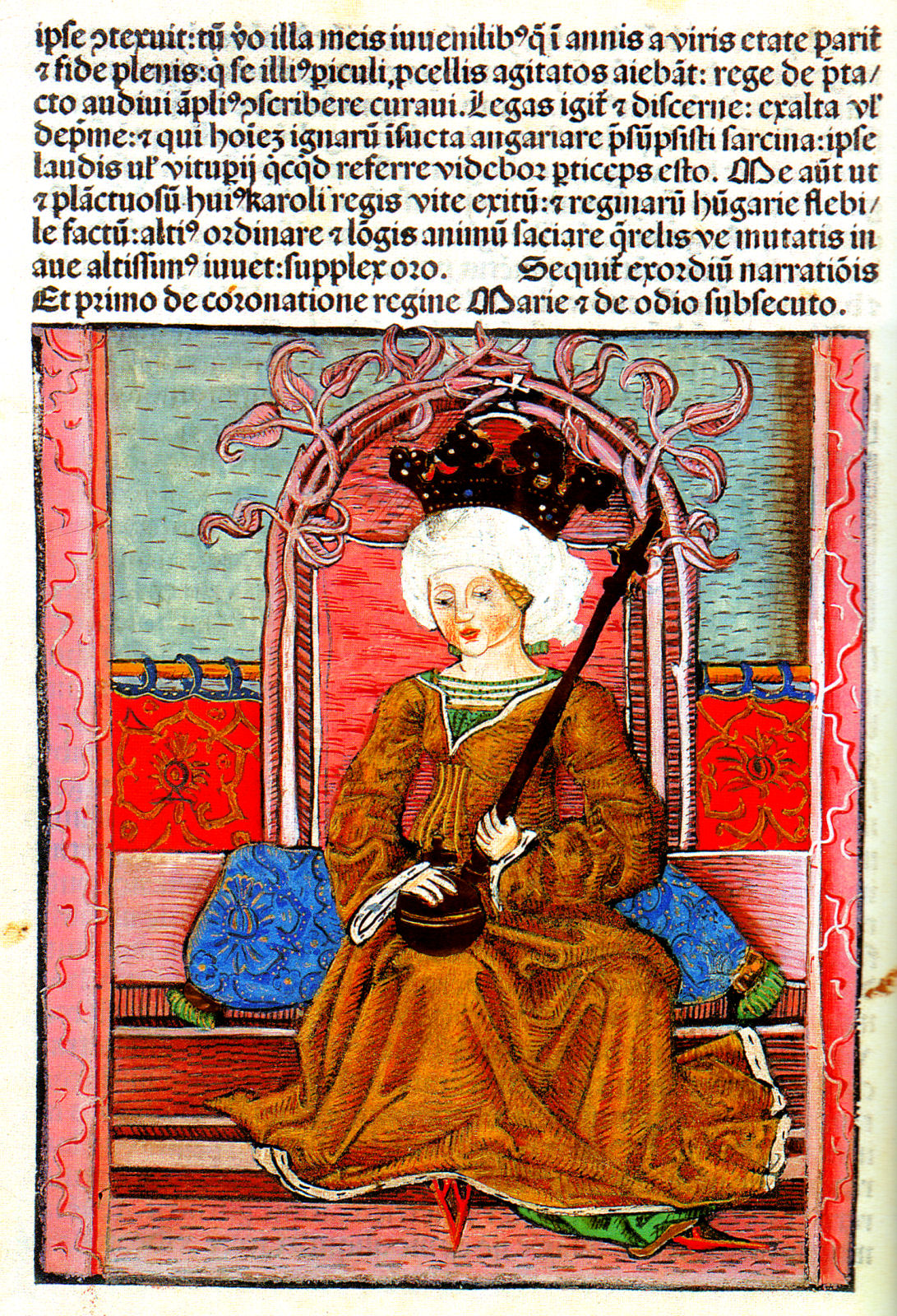
匈牙利女王玛丽亚一世
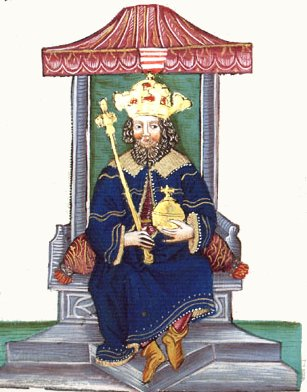
瓦茨拉夫三世
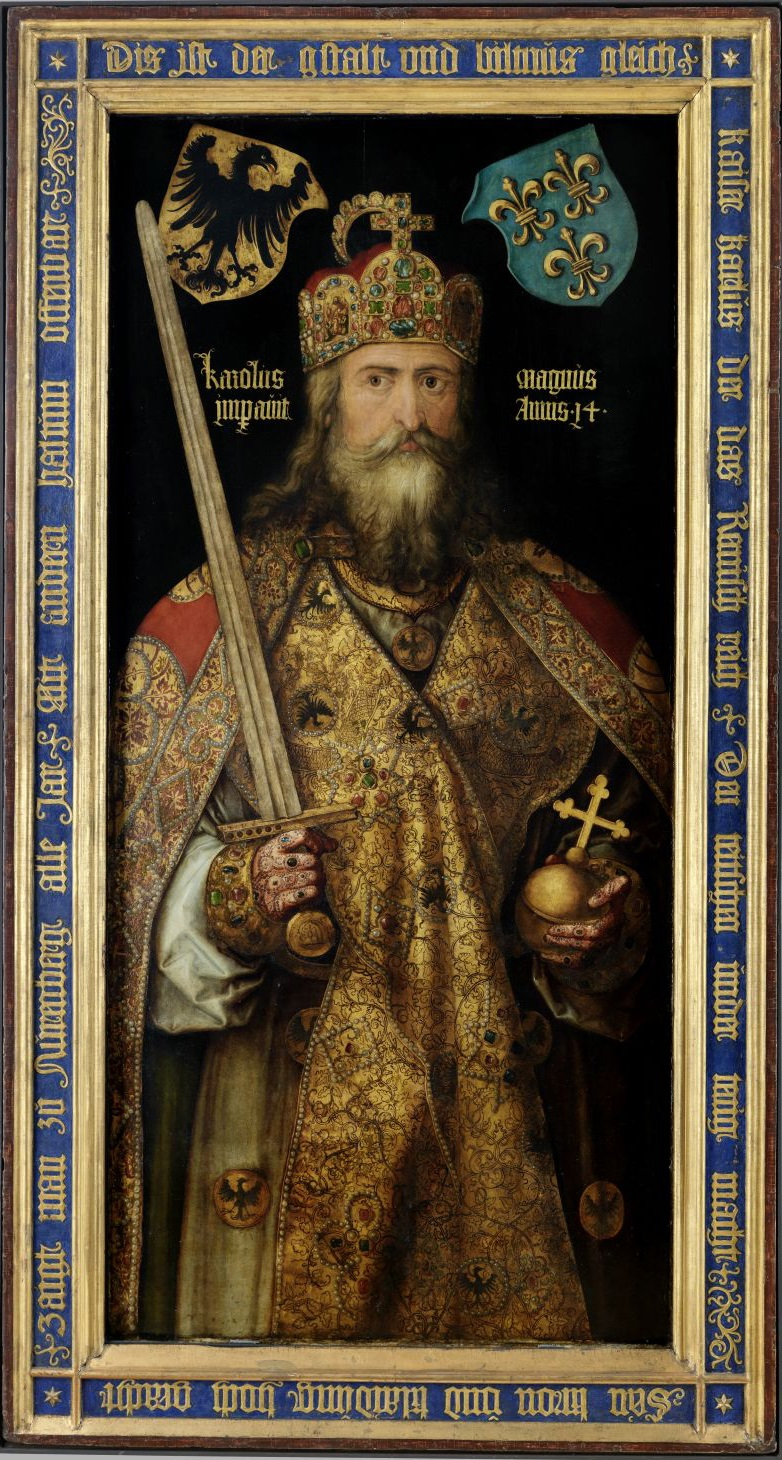
查理曼
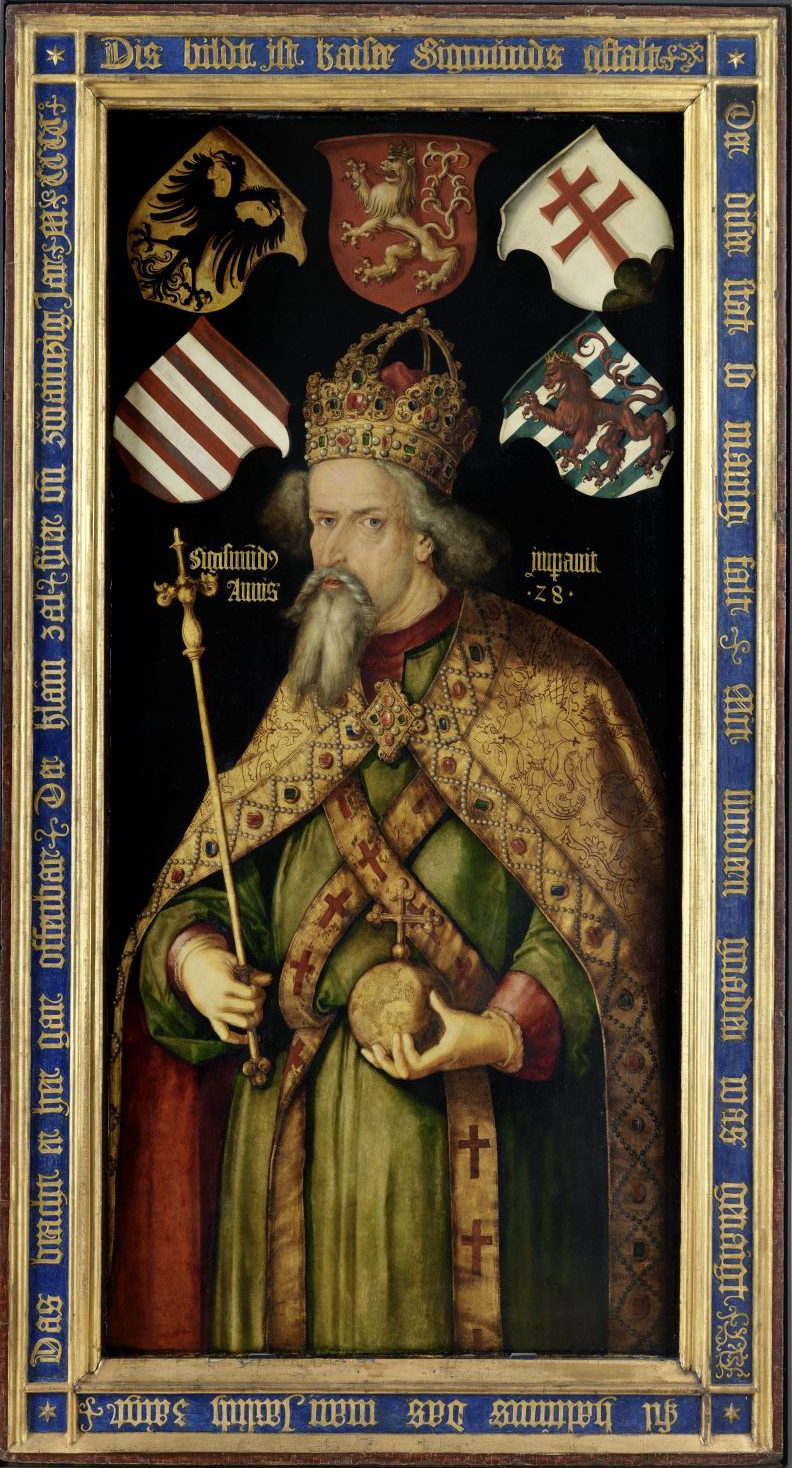
神聖羅馬皇帝西吉斯蒙德
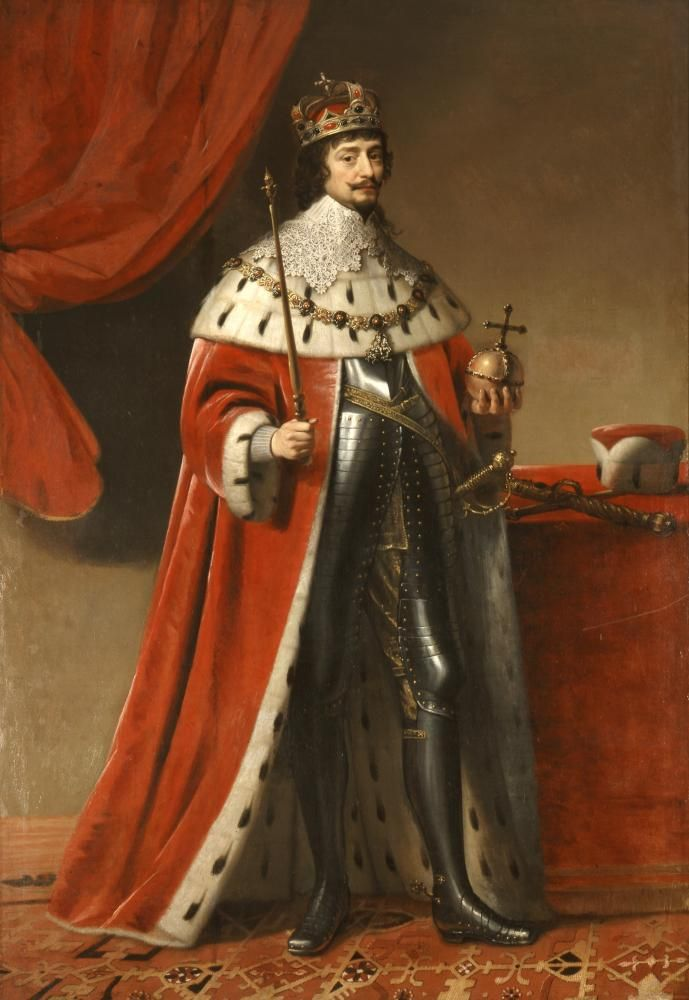
普法尔茨选侯腓特烈五世
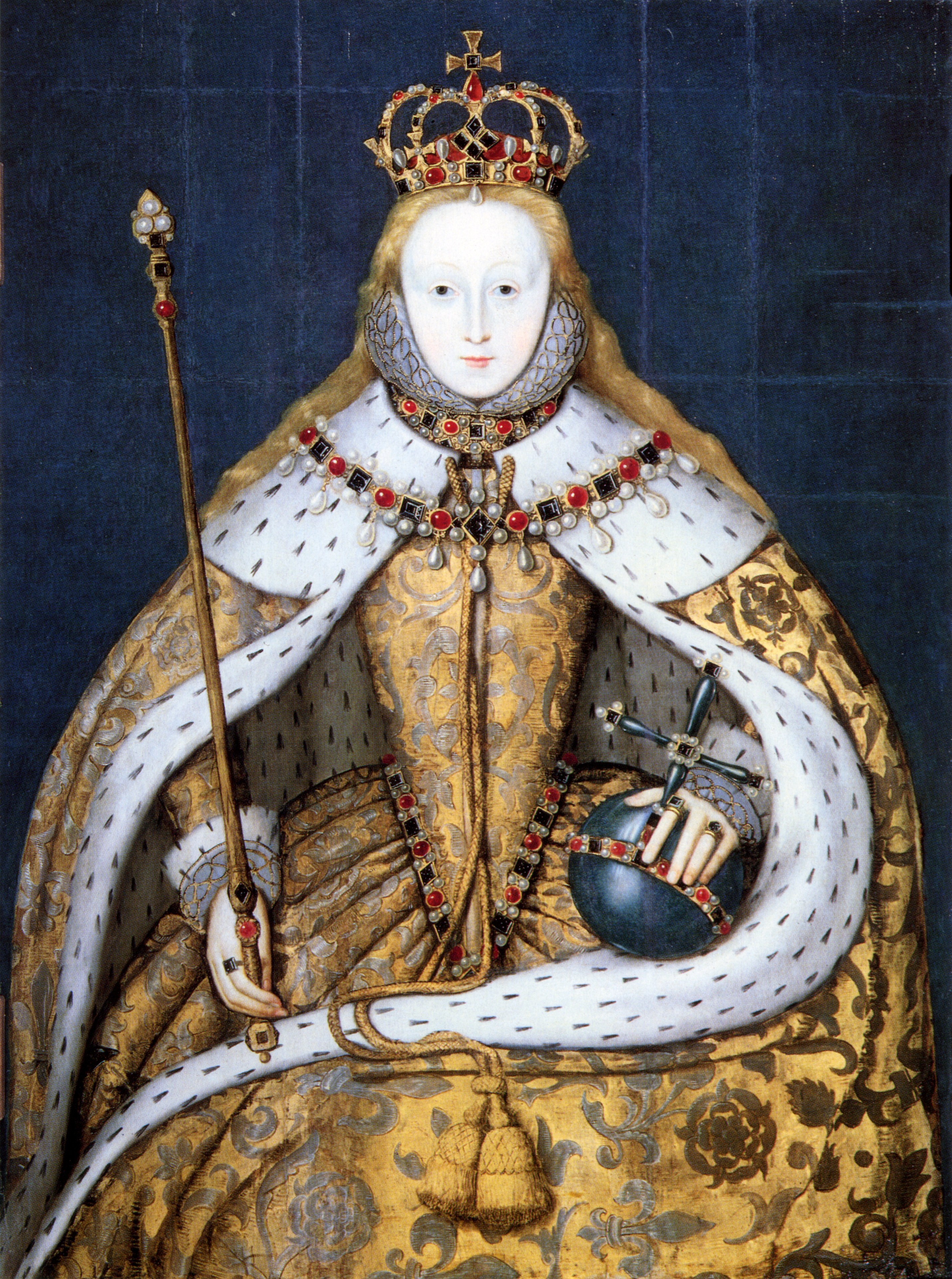
伊丽莎白一世
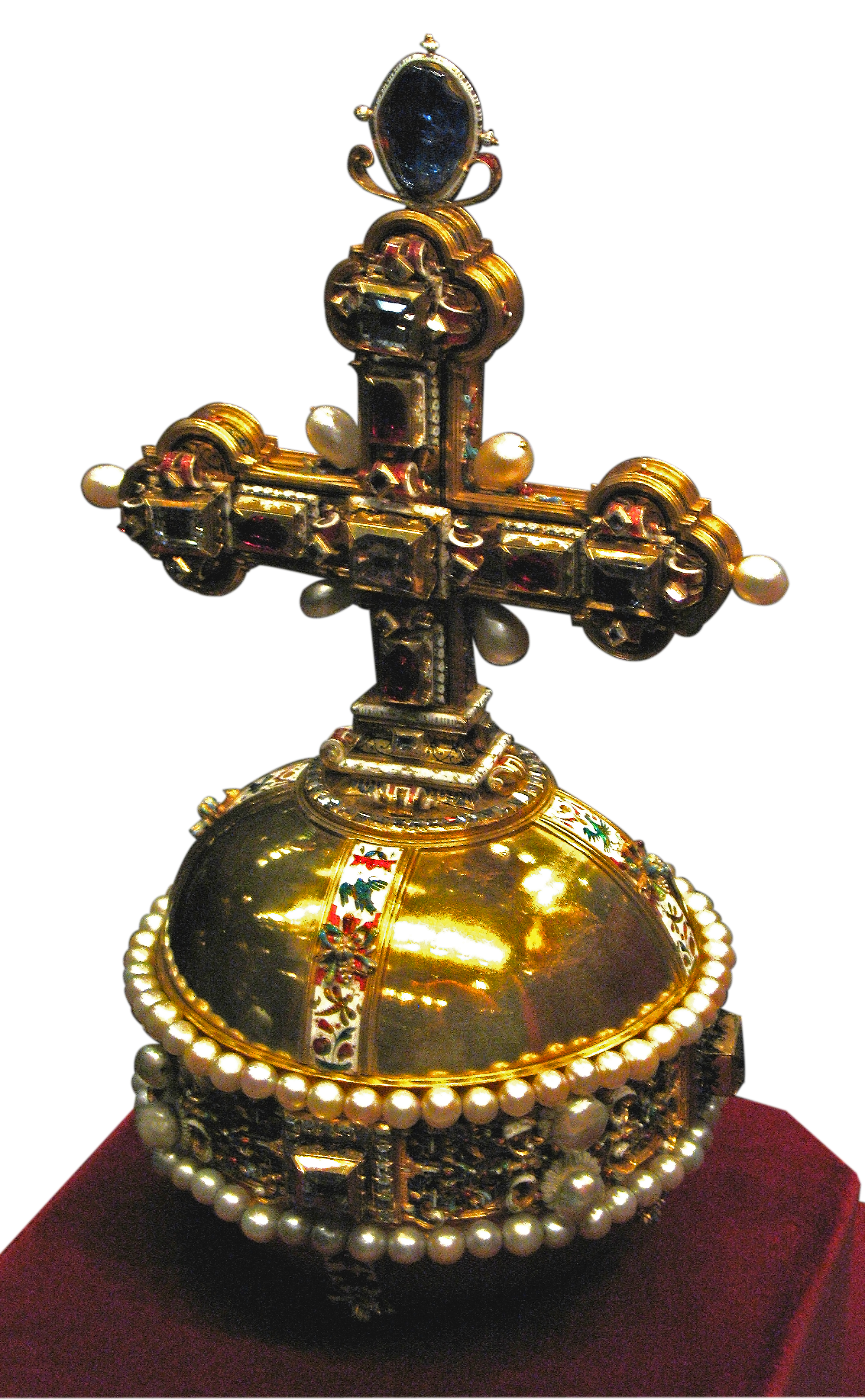
奥地利王冠的王权宝球
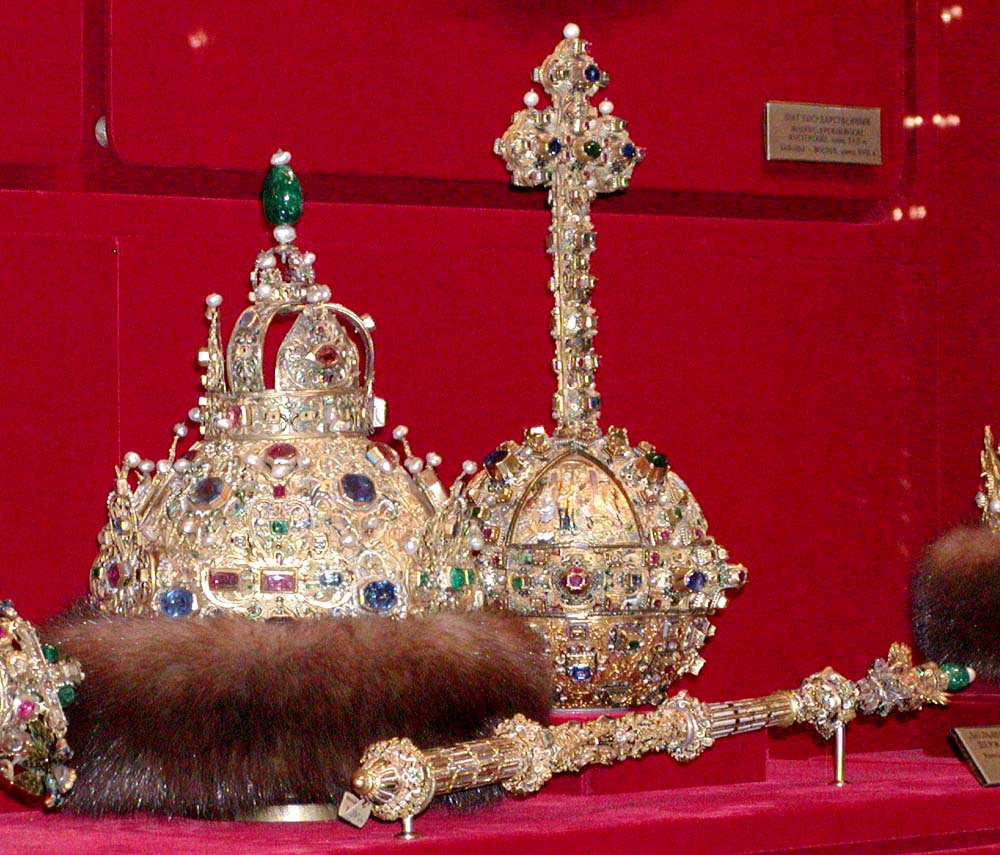
俄国王冠
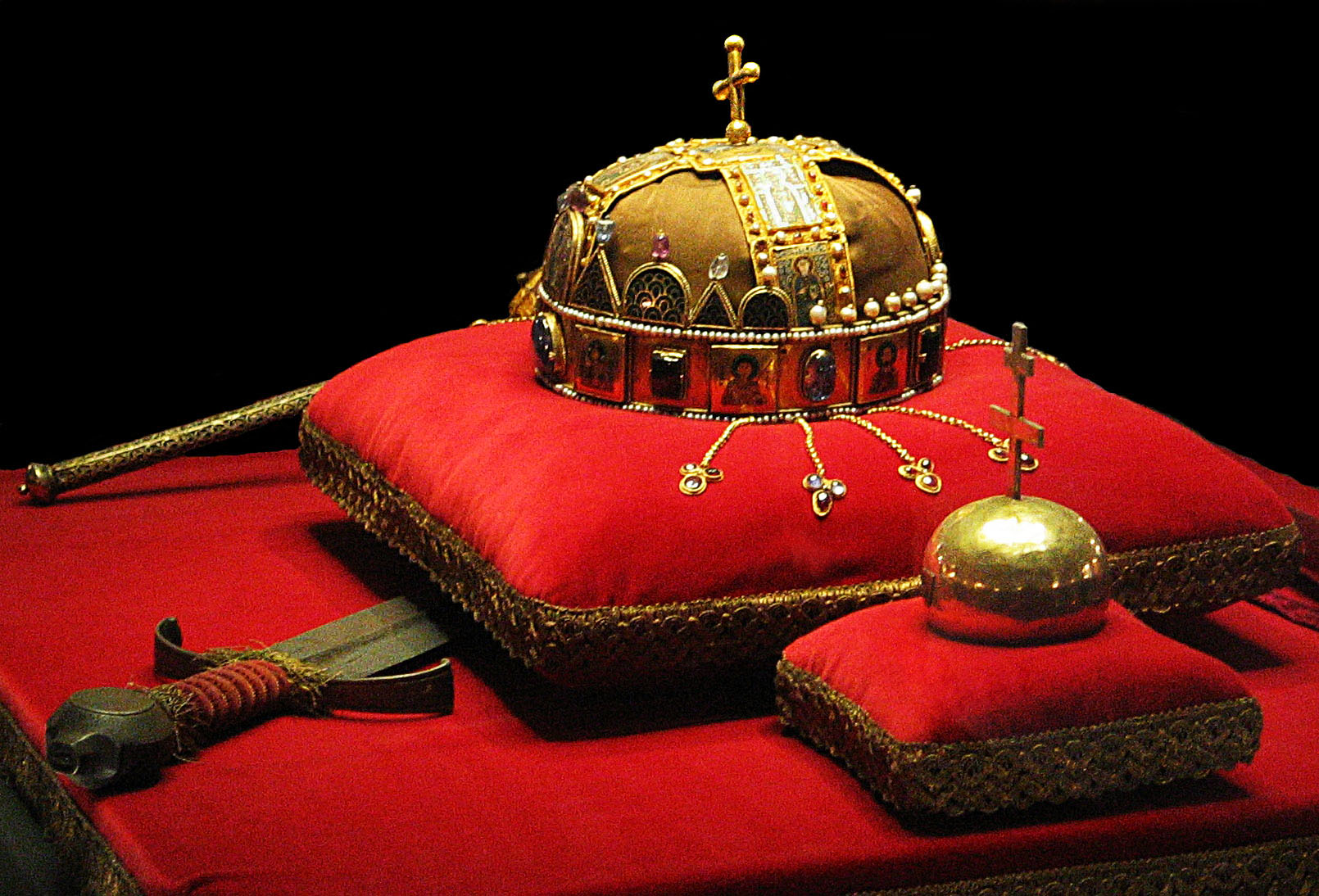
匈牙利圣冠
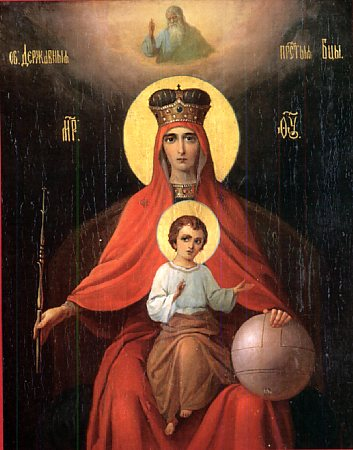
烏普蘭徽章
蒙特內哥羅國徽